# Гребеники (Одесская область)
Гребеники (укр. Гребеники) — село, относится к Раздельнянскому району Одесской области Украины.
Первое название, Гребенниковы хутора, произошло от географического расположения села, то есть это были дальние хутора г. Тирасполя (практически это было предместье Тирасполя) и постройки хутора были расположены на «гребне» Девкиной Балки, поэтому-то и названы были в честь географического расположения. Первое упоминание об Гребенниковых хуторах есть в метрических книгах Николаевской соборной церкви г. Тирасполя начала 19 века.
Дата образования под именем Гребенниковы хутора — есть в Тираспольском государственном архиве. Это была роспись населенным пунктам, утвержденная свыше в 1819 году, 24 числа, ноября месяца.
В 1857 году была построена деревянная Рождество — Богородичная церковь, а 21.09.1912 г на месте деревянной церкви был построен Свято-Рождество-Богородичный храм.
Население по переписи 2001 года составляло 1004 человека. Почтовый индекс — 67144. Телефонный код — 8-04859. Занимает площадь 5,11 км². Код КОАТУУ — 5121681301.

## Местный совет
67144, Одесская обл., Разделянский р-н, с. Гребеники, ул. Ленина, 59